# Torneo Preolímpico Sudamericano de 1988
El Torneo Preolímpico Sudamericano de Bolivia se realizó entre el 18 de abril y el 3 de mayo de 1987 para definir a los dos equipos de Sudamérica que participarían en los Juegos Olímpicos de Seúl 1988.
En el torneo participaron los 10 equipos pertenecientes a la Conmebol, de los cuales consiguieron la clasificación Brasil (campeón), y Argentina (subcampeón).

## Sedes
Las sedes de este campeonato fueron:
| La Paz                 | Cochabamba             | Santa Cruz de la Sierra       |
| ---------------------- | ---------------------- | ----------------------------- |
| Estadio Hernando Siles | Estadio Félix Capriles | Estadio Ramón Aguilera Costas |
| Capacidad: 45 000      | Capacidad: 32 000      | Capacidad: 38 500             |
|                        |                        |                               |

## Primera fase
Leyenda: Pts: Puntos; PJ: Partidos jugados; G: Partidos ganados; E: Partidos empatados; P: Partidos perdidos; GF: Goles a favor; GC: Goles en contra; DG: Diferencia de goles.

### Grupo A
| Equipo   | Pts | PJ | PG | PE | PP | GF | GC | Dif |
| -------- | --- | -- | -- | -- | -- | -- | -- | --- |
| Colombia | 7   | 4  | 3  | 1  | 0  | 4  | 0  | +4  |
| Brasil   | 4   | 4  | 1  | 2  | 1  | 5  | 5  | 0   |
| Paraguay | 4   | 4  | 2  | 0  | 2  | 4  | 4  | 0   |
| Uruguay  | 4   | 4  | 1  | 2  | 1  | 2  | 2  | 0   |
| Perú     | 1   | 4  | 0  | 1  | 3  | 1  | 5  | –4  |

| 18 de abril de 1987 | Colombia                      | 1–0 | Perú | Estadio Ramón Aguilera Costas, Santa Cruz de la Sierra |             |
|                     | José Ricardo Pérez 83' (pen.) |     |      | Árbitro(s):                                            | Árbitro(s): |

| 18 de abril de 1987 | Brasil                                       | 3–1 | Paraguay               | Estadio Ramón Aguilera Costas, Santa Cruz de la Sierra |                          |
|                     | João Paulo 45' · Bebeto 75' · Mirandinha 78' |     | Julio César Franco 66' | Árbitro(s): Elias Jacome                               | Árbitro(s): Elias Jacome |

| 20 de abril de 1987 | Uruguay | 1–0 | Perú | Estadio Ramón Aguilera Costas, Santa Cruz de la Sierra |  |
|                     |         |     |      | Árbitro(s):                                            |  |

| 20 de abril de 1987 | Colombia | 2–0 | Brasil | Estadio Ramón Aguilera Costas, Santa Cruz de la Sierra |  |
|                     |          |     |        | Árbitro(s): Gastón Castro Makuc                        |  |

| 22 de abril de 1987 | Paraguay | 2–0 | Perú | Estadio Ramón Aguilera Costas, Santa Cruz de la Sierra |  |
|                     |          |     |      | Árbitro(s):                                            |  |

| 22 de abril de 1987 | Colombia | 0–0 | Uruguay | Estadio Ramón Aguilera Costas, Santa Cruz de la Sierra |  |
|                     |          |     |         | Árbitro(s):                                            |  |

| 24 de abril de 1987 | Colombia | 1–0 | Paraguay | Estadio Ramón Aguilera Costas, Santa Cruz de la Sierra |  |
|                     |          |     |          | Árbitro(s):                                            |  |

| 24 de abril de 1987 | Brasil | 1–1 | Uruguay | Estadio Ramón Aguilera Costas, Santa Cruz de la Sierra |  |
|                     |        |     |         | Árbitro(s): Jorge Eduardo Romero                       |  |

| 26 de abril de 1987 | Paraguay | 1–0 | Uruguay | Estadio Ramón Aguilera Costas, Santa Cruz de la Sierra |  |
|                     |          |     |         | Árbitro(s):                                            |  |

| 26 de abril de 1987 | Brasil | 1–1 | Perú | Estadio Ramón Aguilera Costas, Santa Cruz de la Sierra |  |
|                     |        |     |      | Árbitro(s):                                            |  |

### Grupo B
| Equipo    | Pts | PJ | PG | PE | PP | GF | GC | Dif |
| --------- | --- | -- | -- | -- | -- | -- | -- | --- |
| Argentina | 6   | 4  | 2  | 2  | 0  | 6  | 1  | +5  |
| Bolivia   | 6   | 4  | 3  | 0  | 1  | 5  | 3  | +2  |
| Chile     | 5   | 4  | 2  | 1  | 1  | 6  | 4  | +2  |
| Ecuador   | 3   | 4  | 1  | 1  | 2  | 2  | 3  | –1  |
| Venezuela | 0   | 4  | 0  | 0  | 4  | 1  | 9  | –8  |

| 19 de abril de 1987 | Argentina | 1–1 | Chile | Estadio Félix Capriles, Cochabamba |  |
|                     |           |     |       | Árbitro(s):                        |  |

| 19 de abril de 1987 | Bolivia | 3–0 | Venezuela | Estadio Félix Capriles, Cochabamba |  |
|                     |         |     |           | Árbitro(s):                        |  |

| 21 de abril de 1987 | Argentina | 0–0 | Ecuador | Estadio Félix Capriles, Cochabamba |  |
|                     |           |     |         | Árbitro(s):                        |  |

| 21 de abril de 1987 | Bolivia | 1–0 | Chile | Estadio Félix Capriles, Cochabamba |  |
|                     |         |     |       | Árbitro(s):                        |  |

| 23 de abril de 1987 | Chile | 2–1 | Ecuador | Estadio Félix Capriles, Cochabamba |  |
|                     |       |     |         | Árbitro(s):                        |  |

| 23 de abril de 1987 | Argentina | 2–0 | Venezuela | Estadio Félix Capriles, Cochabamba |  |
|                     |           |     |           | Árbitro(s):                        |  |

| 25 de abril de 1987 | Chile | 3–1 | Venezuela | Estadio Félix Capriles, Cochabamba |  |
|                     |       |     |           | Árbitro(s):                        |  |

| 25 de abril de 1987 | Bolivia | 1–0 | Ecuador | Estadio Félix Capriles, Cochabamba |  |
|                     |         |     |         | Árbitro(s):                        |  |

| 27 de abril de 1987 | Ecuador | 1–0 | Venezuela | Estadio Félix Capriles, Cochabamba |  |
|                     |         |     |           | Árbitro(s):                        |  |

| 27 de abril de 1987 | Argentina | 3–0 | Bolivia | Estadio Félix Capriles, Cochabamba |  |
|                     |           |     |         | Árbitro(s):                        |  |

## Fase final
| Equipo    | Pts | PJ | PG | PE | PP | GF | GC | Dif |
| --------- | --- | -- | -- | -- | -- | -- | -- | --- |
| Brasil    | 4   | 3  | 2  | 0  | 1  | 4  | 4  | 0   |
| Argentina | 3   | 3  | 1  | 1  | 1  | 2  | 1  | +1  |
| Bolivia   | 3   | 3  | 1  | 1  | 1  | 3  | 3  | 0   |
| Colombia  | 2   | 3  | 1  | 0  | 2  | 3  | 4  | –1  |

| 29 de abril de 1987 | Brasil | 0–2     | Argentina                             | Estadio Hernando Siles, La Paz                            |                                                           |
|                     |        | Reporte | Wálter Perazzo 15' · Roque Alfaro 73' | Asistencia: 48 000 espectadores Árbitro(s): Gastón Castro | Asistencia: 48 000 espectadores Árbitro(s): Gastón Castro |

| 29 de abril de 1987 | Bolivia                                   | 2–1     | Colombia           | Estadio Hernando Siles, La Paz                           |                                                          |
|                     | Fernando Salinas (pen.) · Ramiro Castillo | Reporte | Juan Jairo Galeano | Asistencia: 48 000 espectadores Árbitro(s): Elías Jácome | Asistencia: 48 000 espectadores Árbitro(s): Elías Jácome |

| 1 de mayo de 1987 | Brasil                        | 2–1     | Colombia             | Estadio Hernando Siles, La Paz                              |                                                             |
|                   | Jorginho 61' · João Paulo 70' | Reporte | Orlando Maturana 47' | Asistencia: 55 000 espectadores Árbitro(s): Edgardo Codesal | Asistencia: 55 000 espectadores Árbitro(s): Edgardo Codesal |

| 1 de mayo de 1987 | Argentina | 0–0     | Bolivia | Estadio Hernando Siles, La Paz                                     |                                                                    |
|                   |           | Reporte |         | Asistencia: 55 000 espectadores Árbitro(s): Juan Francisco Escobar | Asistencia: 55 000 espectadores Árbitro(s): Juan Francisco Escobar |

| 3 de mayo de 1987 | Argentina | 0–1     | Colombia           | Estadio Hernando Siles, La Paz                              |                                                             |
|                   |           | Reporte | Bernardo Redín 17' | Asistencia: 50 000 espectadores Árbitro(s): Edgardo Codesal | Asistencia: 50 000 espectadores Árbitro(s): Edgardo Codesal |

| 3 de mayo de 1987 | Brasil                     | 2–1     | Bolivia             | Estadio Hernando Siles, La Paz                           |                                                          |
|                   | Valdo 40' · Mirandinha 64' | Reporte | Denílson 76' (a.g.) | Asistencia: 50 000 espectadores Árbitro(s): Elías Jácome | Asistencia: 50 000 espectadores Árbitro(s): Elías Jácome |

## Estadísticas

### Clasificación general
| Pos. | Selección | Gr. | Pts. | PJ | PG | PE | PP | GF | GC | Dif |
| ---- | --------- | --- | ---- | -- | -- | -- | -- | -- | -- | --- |
| 1    | Brasil    | A   | 8    | 7  | 3  | 2  | 2  | 8  | 4  | +4  |
| 2    | Argentina | B   | 9    | 7  | 3  | 3  | 1  | 8  | 2  | +6  |
| 3    | Bolivia   | B   | 9    | 7  | 4  | 1  | 2  | 8  | 6  | +2  |
| 4    | Colombia  | A   | 9    | 7  | 4  | 1  | 2  | 7  | 4  | +3  |
| 5    | Chile     | B   | 5    | 4  | 2  | 1  | 1  | 6  | 4  | +2  |
| 6    | Paraguay  | A   | 4    | 4  | 2  | 1  | 1  | 4  | 4  | 0   |
| 7    | Uruguay   | A   | 4    | 4  | 1  | 2  | 1  | 2  | 2  | 0   |
| 8    | Ecuador   | B   | 3    | 3  | 1  | 1  | 2  | 2  | 3  | -1  |
| 9    | Perú      | A   | 1    | 4  | 0  | 1  | 3  | 1  | 5  | -4  |
| 10   | Venezuela | B   | 0    | 3  | 0  | 0  | 3  | 1  | 9  | -8  |

## Goleadores
| Jugador            | Selección | Goles |
| ------------------ | --------- | ----- |
| Mirandinha         | Brasil    | 3     |
| Sergio Salgado     | Chile     | 3     |
| João Paulo         | Brasil    | 2     |
| Pedro Troglio      | Argentina | 2     |
| Wálter Perazzo     | Argentina | 2     |
| Fernando Salinas   | Bolivia   | 2     |
| Juan Jairo Galeano | Colombia  | 2     |

## Clasificados a losJuegos Olímpicos
| Bandera de Brasil | Bandera de Argentina |
| Brasil            | Argentina            |
| ----------------- | -------------------- |